# Bateswor
Bateswor (nep. बटेश्वर) – gaun wikas samiti w środkowej części Nepalu w strefie Dźanakpur w dystrykcie Dhanusa. Według nepalskiego spisu powszechnego z 2011 roku liczył on 1151 gospodarstw domowych i 6752 mieszkańców (3218 kobiet i 3534 mężczyzn).